# قائمة شخصيات الخادم الأسود

السكان الأصليون لقصر فانتومهايف كما ظهروا في المجلد الأول من المانغا. في اتجاه عقارب الساعة من المركز: سيل فانتومهايف، فينيان، ماي-رين، بالدروي، سيباستيان، وتاناكا.

تتضمن سلسلة المانغا والأنمي الخادم الأسود طيفًا واسعًا من الشخصيات التي أبدعتها يانا توبوسو. تدور أحداث السلسلة في إنجلترا خلال عهد الملكة فيكتوريا، وتتمحور القصة حول سيباستيان ميكايليس، الخادم الشيطاني المرتبط بعقد مع الإيرل سييل فانتومهايف، الطفل النبيل البالغ من العمر عشر سنوات (ثم ثلاثة عشر عامًا). يُجبر سيباستيان على تنفيذ أوامر سييل، الذي يسعى للانتقام ممن دمروا حياته وقتلوا عائلته، من خلال إيقاع نفس العذاب عليهم.

## الشخصيات الرئيسية

### سيباستيان ميكايليس
الأداء صوتي: دايسكي أونو
سيباستيان ميكايليس (セバスチャン・ミカエリス Sebastian Mikaerisu) هو الشخصية المحورية في الخادم الأسود (اسمه ليس حقيقيًا، بل منحه إياه سييل عند توقيع العقد). يعمل كخادم شيطاني لعائلة فانتومهايف، ويحمي سييل ويطيعه في كل أوامره بإخلاص تام. رغم ذلك، يستمتع أحيانًا باستفزازه وإزعاجه لمجرد مراقبة ردود أفعاله، لكنه يُظهر اهتمامًا حقيقيًا بحياته في مواقف خطيرة مثل نوبات الربو أو الذعر.
يعشق القطط بشكل مفرط ولا يستطيع كبح مشاعره عند رؤيتها. وبصفته شيطانًا، يتمتع بطبيعة سادية لا ترحم، ويميل إلى التلاعب والتجريب في سلوك البشر، الذين يعتبرهم مثيرين للاهتمام بسبب جشعهم الذي لا ينتهي.
بفضل مهاراته الخارقة، يمكنه إنجاز أي مهمة مهما بدت مستحيلة، بما في ذلك تصحيح أخطاء باقي الخدم. وبما أن العقد الشيطاني يربطه بسييل، فهو مضطر لتنفيذ أوامره، ويمكنه تحديد مكانه بمجرد ظهور رمز العقد الموجود على يد سييل اليمنى. بالمقابل، يمنح العقد سييل سلطة استدعائه وإصدار الأوامر له.
عمر سيباستيان غير معروف ويُعد "سرًا".

### سييل فانتومهايڤ
أداء صوتي: مايا ساكاموتو
مسرحيات موسيقية: Shougo Sakamoto، Yukito Nishii، Taketo Tanaka، Nayuta Fukuzaki، Reo Uchikawa، Eito Konishi
الإيرل سييل فانتومهايف (シエル・ファントムハイヴ Shieru Fantomuhaivu) هو بطل القصة، ووريث عائلة فانتومهايف النبيلة بعد مقتل والديه، فينسنت ورايتشل. يدير شركة فانتوم الشهيرة للألعاب والحلويات، والتي أضيف لها فرع للأطعمة بعد حصولها على أمر ملكي رسمي من الملكة.
يخفي عينه اليمنى برقعة سوداء تخفي رمز البنتاغرام الذي يمثل عقده الشيطاني مع سيباستيان. يُلقب بـ"كلب الملكة"، وتُوكل إليه مهام القضاء على المجرمين والتحقيق في قضايا خفية تهدد عرش فيكتوريا.
قبل لقائه بسيباستيان، اختُطف سييل من قبل طائفة غامضة، وقُدم كتضحية في طقس شيطاني شهد مقتل توأمه الحقيقي. عندها، استدعى سييل سيباستيان ووقع العقد معه، طالبًا منه الانتقام من كل من شارك في تعذيبه. ومنذ ذلك الحين، كرّس حياته للبحث عن المتورطين.
كشخص نبيل، يظهر سييل بمظهر فخور وهادئ، نادرًا ما يبتسم، ولا يتردد في القسوة على أعدائه. لكنه أحيانًا يُظهر اهتمامًا صادقًا بمن حوله. يحب الحلويات والألعاب، ويتصرف أحيانًا كصبي في عمره رغم جديته. اسمه "Ciel" يعني "السماء" بالفرنسية.
وفي فصل طائفة النجم الأزرق، يُكشف أن سييل الحقيقي هو التوأم الذي قُتل سابقًا، وأن الشخصية الحالية انتحلت هويته، ولا يُعرف اسمه الحقيقي بعد.

## الشخصيات الداعمة

### أسرة فانتومهايڤ
يقع قصر فانتومهايف خارج مدينة لندن، وهو مقر عائلة فانتومهايف التي تُعد وكالة تنفيذية سرية تعمل مباشرة تحت إمرة الملكة فيكتوريا. يُشار إليهم بلقب "أرستقراطيي الشر" و"كلاب حراسة الملكة"، إذ تُوكل إليهم مهمة القضاء على كل ما يُهدد راحة الملكة بأي وسيلة ضرورية. وتتحكم العائلة في العالم السفلي للمملكة المتحدة، مانعةً تسرب أي معلومات عنه إلى عامة الناس. ولا يُعرف عن موقعهم هذا سوى قلة من أفراد الطبقة الراقية.
الرأس الحالي للعائلة هو سِـييل فانتومهايف، ابن الإيرل فينسنت والكونتيسة رايتشل فانتومهايف، اللذين قُتلا وأُحرق قصرهما الأصلي (والقصر الحالي الذي يسكنه سِـييل مع خدمه هو نسخة مطابقة للأصلي). إلى جانب خدماتهم للملكة، تدير العائلة أيضًا شركة ألعاب وحلويات شهيرة تُدعى شركة فونتوم.
يضم القصر حاليًا خمسة خدم، غير أن وظائفهم كخدم ما هي إلا غطاء لمهامهم الحقيقية المتمثلة في حماية القصر وسِـييل، الذي يكنّون له ولاءً عميقًا. يُشرف بالدروي على المطبخ، ويتولى فينيان أمر الحديقة، بينما تعمل ميي-رين كخادمة. وقد اختارهم سيباستيان بنفسه ودربهم. تانّاكا خدم مسبقًا كخادم رئيسي في عهد إيرل وكونتيسة فانتومهايف، أما الآن فهو يعمل كمدير المنزل. سيباستيان ميكايليس، شيطان، يشغل منصب الخادم بعد تانّاكا، بينما يُعد سنيك أحدث المنضمين، ويعمل كحاجب.
لكل من رايتشل وفينسنت أخت تزوجت من عائلات نبيلة أخرى قبل بداية الأحداث. أخت رايتشل، أنجلينا داليس (المعروفة باسم "مادام ريد")، تزوجت من عائلة بيرنت وارتكبت جرائم جاك السفاح، قبل أن تُقتل على يد شريكها غريل ساتكليف بعد انكشاف أمرها. أما أخت فينسنت، المركيزة فرانسيس ميدفورد، فتزوجت من المركيز ميدفورد، وابنتهما إليزابيث مخطوبة لسِـييل فانتومهايف.
بالدروي (バルドロイ، Barudoroi)
الأداء صوتي: هيروكي توتشي
بالدروي، ويُعرف أحيانًا باسم "بالدو" أو "بارد"، هو طاهي القصر ومن أصول أمريكية. نادرًا ما يُنتج شيئًا صالحًا للأكل، إذ يعتمد على أسلحة مثل قاذفات اللهب في الطهي، معتقدًا أن الطبخ فنّ يتطلب الانفجارات. يرى سيباستيان أن كل ما يطهّيه بالدروي ليس سوى فحم ومواد مسرطنة.
انخرط بالدروي في الطهي لتعلّم الصبر، إذ يرى أن الطهو يتطلب التمهّل، وهو ما لم يعتده خلال خدمته العسكرية. بعد أن قُتل جميع أفراد وحدته العسكرية وبقي وحده، وجده سيباستيان على أرض المعركة وعرض عليه العمل. رغم رداءة طهوه، فإنه بارع في استغلال بيئته، كاستخدام الطحين لإحداث انفجار. ويتولى قيادة الخدم في غياب سِـييل وسيباستيان. مثل فينيان وميي-رين، يضفي كثيرًا من الكوميديا على السلسلة.
فينيان (フィニアン، Finian)
الأداء الصوتي: يوكي كاجي
مؤدي الصوت في سي دي دراما: موتوكي تاكاغي
يُعرف غالبًا باسم "فيني"، ويشغل منصب البستاني في القصر. ومع أنه يحب عمله، إلا أنه يُدمّر الحديقة في كل مرة نتيجة حوادث ناتجة عن حماسته. يتمتع فينيان بقوة خارقة يحاول كبحها خشية إيذاء الآخرين أو تدمير ما حوله. على عنقه وشم يحمل رمز التسلسل S-012، يخفيه عادة تحت قبعته المصنوعة من القش التي أهداها له سِـييل. أطلق عليه سِـييل هذا الاسم تيمنًا بـ"فيون ماك كومهيل" من الميثولوجيا الأيرلندية. 
عمله في البستنة نابع من رغبته في قضاء الوقت خارجًا، بعد أن كان في السابق خاضعًا لتجارب مؤلمة في منشأة سرية، حيث أُجبر على قتل أصدقائه. وكغيره من خدم القصر، يُضيف كثيرًا من الطابع الكوميدي للسلسلة.
ميي-رين (メイリン، Meirin)
مؤدية الصوت: إميري كاتو
الخادمة المخلصة ذات الأصل الصيني. تتميز بحدة بصر مفرطة، ما يجعلها ترى الأشياء بطريقة غير صحيحة عن قرب، وهو ما يؤدي إلى كثرة حوادثها أثناء التنظيف. لكن سيباستيان يرى أن السبب الحقيقي وراء فشلها هو ضعف ذكائها. تكنّ مشاعر إعجاب لسيباستيان، وتُصبح أكثر خجلًا في وجوده. كما أنها خرافية، ولكنها تُحب القصص المرعبة.
ميي-رين قناصة محترفة، وتستخدم بندقية القنص كالمسدس، وتستطيع التصويب دون الحاجة إلى منظار، بفضل نظرها الحاد. تتحدث بصوت مرتفع ومتذمر، لكنه يتحول إلى صوت عميق وقوي حين تكون في وضع القنص.
تانّاكا (タナカ، Tanaka)
مؤدي الصوت : موغيهتو (سي دي درما، آرك المدرسة العامة فما فوق)، شونجي فوجيمورا (الموسم 1~الموسم 3: كتاب السيرك)
مدير المنزل من أصول يابانية. شهد مقتل والدي سِـييل، وتعرض للطعن أثناء محاولته الدفاع عنه. ومنذ ذلك الحين، نادرًا ما يتحدث أو يعمل، لكنه دائم الحضور في المشاهد الجانبية. غالبًا ما يُشاهد وهو يحتسي الشاي في هيئة مصغرة (SD). 
رغم مظهره المسالم، فإنه قادر على قتل المتسللين بسهولة. خدم كخادم رئيسي لأهل سِـييل سابقًا، ويكنّ له احترامًا شديدًا. كما أنه الأكثر إدراكًا لتحركات سيباستيان وأسباب تصرفاته. وعندما يبدو أن سيباستيان قد قُتل، يُعيده سِـييل إلى منصب الخادم الرئيسي. في أرك "ساحرة الزمرد"، أظهر قدرة على صدّ الرصاص بسيفه، لكنه يعترف أن سنّه يمنعه من الاستمرار بذلك.
سنيك (スネーク، Sunēku)
مؤدي الصوت: تاكوما تيراشيما
كان عضوًا في الصف الأول من سيرك "سفينة نوح"، ويُعد هجينًا بين إنسان وأفعى. يتميز بوجود قشور تشبه جلد الأفعى تغطي أجزاءً من جسده، ودائمًا ما يُرافقه ثعبان واحد على الأقل. يختم جُمله باسم أحد أفاعيه، في تعبير غير مباشر عن عدم ارتياحه في التواصل مع الآخرين.
يُغير نبرته حسب الثعبان الذي "يتحدث" من خلاله. بعد مقتل رفاقه في السيرك على يد سِـييل وسيباستيان، تعقّب سنيك القصر بفضل ملابس تركها سِـييل، وبعض المساعدة من الأمير سوما. وبعد حلّ قضايا القتل في القصر، أُمسك به وهو مختبئ، وأُعطي فرصة ثانية ليُصبح أحد خدم القصر. 
لا يزال ينادي سِـييل بـ"سمايل" وسيباستيان بـ"بلاك" (اسميهما المستعارين في السيرك). 
تحمل أفاعيه أسماء أدباء وشعراء فيكتوريين: ووردزوورث، إميلي، غوته، أوسكار، وايلد، ويبستر، برونتي، دان، وكيتس.